# Acartauchenius minor
Acartauchenius minor là một loài nhện trong họ Linyphiidae.
Loài này thuộc chi Acartauchenius. Acartauchenius minor được Alfred Frank Millidge miêu tả năm 1979.